# Kadenia dubia
Kadenia dubia (стожильник звичайний як Cnidium dubium або стожильник сумнівний) — вид трав'яних рослин родини окружкові (Apiaceae), поширений у центральній і східній Європі, північній Азії.

## Опис
Багаторічна рослина 30—80 см заввишки. Рослина гола. Листки довгасто-яйцеподібні, двічі-тричі перисторозсічені, нижні на черешках, що переходять в піхву, верхні сидячі на коротких піхвах; частки останнього порядку лінійні. Зонтики 5–7 см у діаметрі, з 15–25 шорсткими променями.

## Поширення
Поширення: центральна та східна Європа, північна Азія.
В Україні вид росте у світлих лісах, вологих низинах, на вологих луках. Зростає поодиноко в б. ч. України: в Закарпатті, Карпатах, на Поліссі, в Лісостепу більш-менш звичайний; на півночі Степу — рідко.
Входить до Переліку видів рослин, не занесених до Червоної книги України, що підлягають особливій охороні на території Луганської області. Зростає у Шацькому національному природному парку

## Галерея

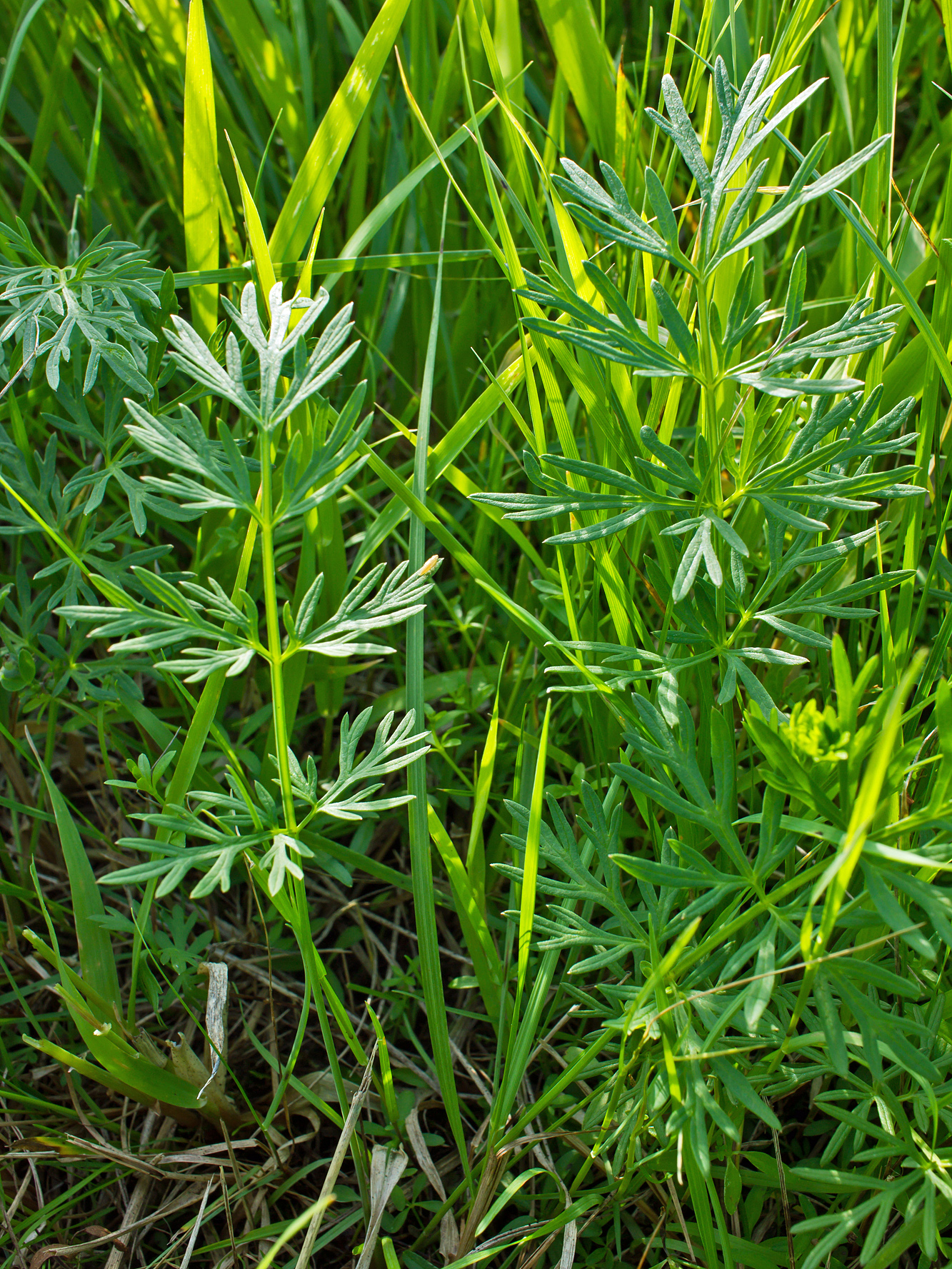
листя
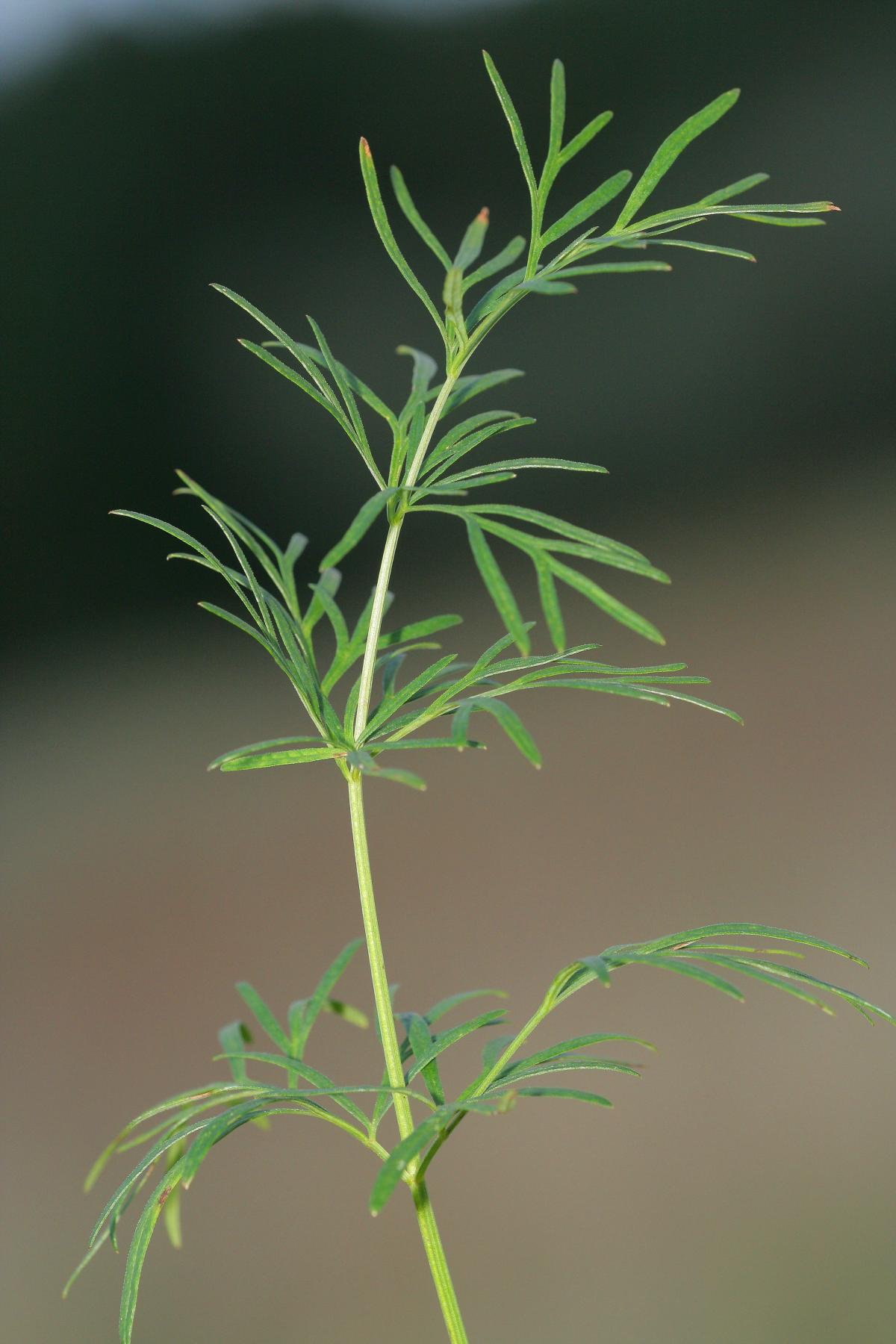
листя
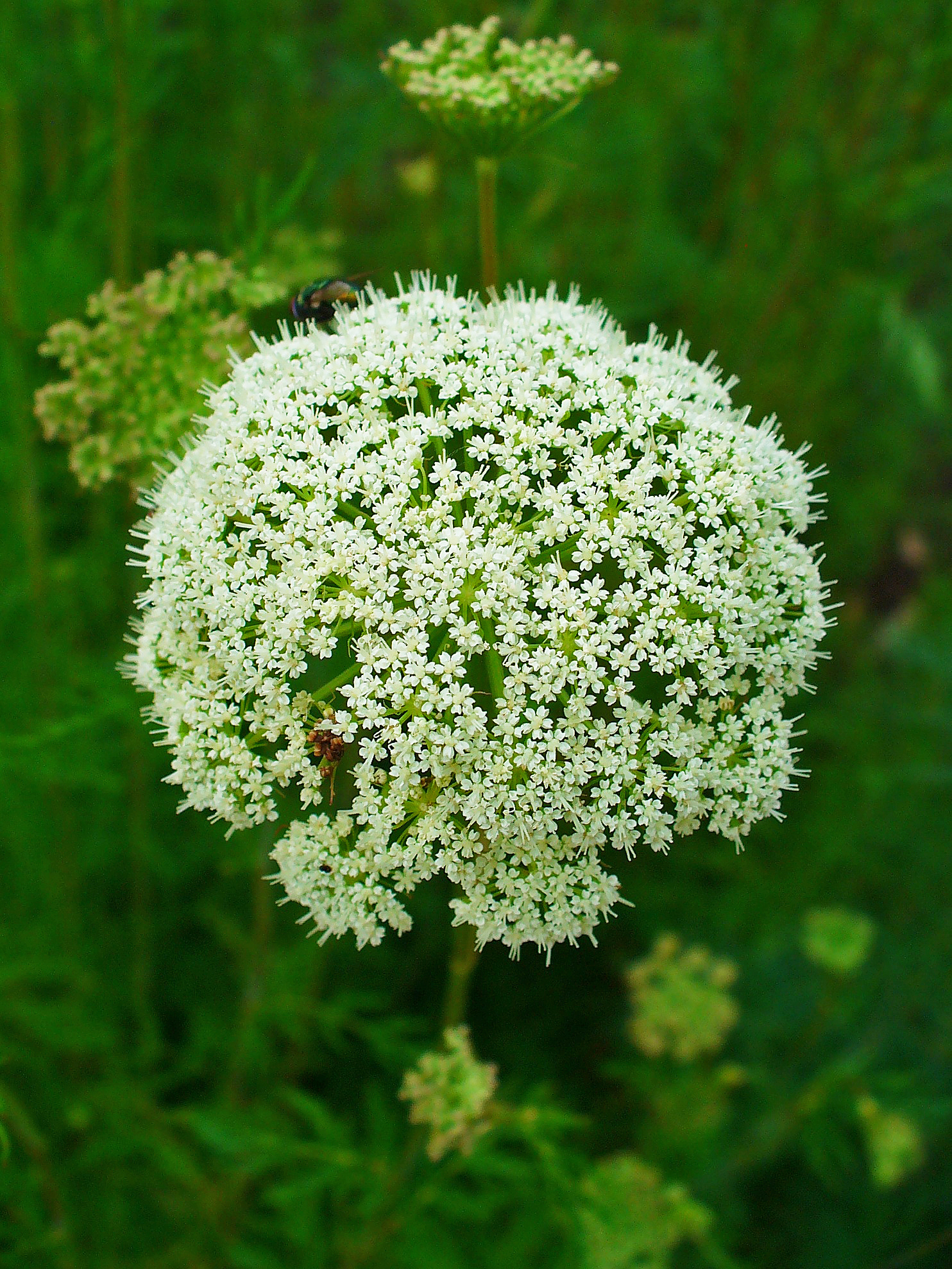
суцвіття
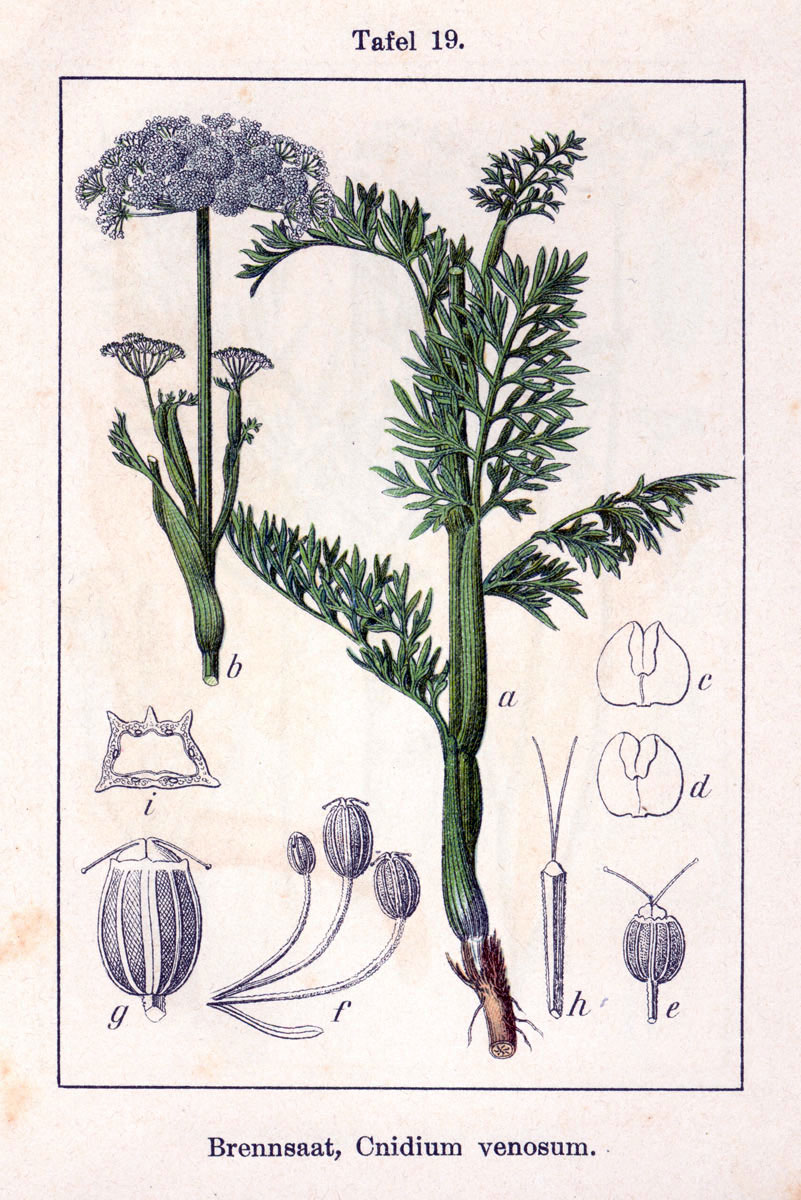
ілюстрація